# スベリン酸
スベリン酸（スベリンさん、suberic acid）は、化学式C6H12(COOH)2のジカルボン酸の一つ。コルク酸、オクタン二酸とも呼ばれる。